# Paralovricia
Paralovricia – rodzaj jaskiniowego chrząszcza z rodziny biegaczowatych. Jedynym przedstawicielem rodzaju jest Paralovricia beroni. Odkryty w dwóch jaskiniach w Rodopach Zachodnich, opisany został w 2011 roku.